# AN/PEQ-1雷射指標器

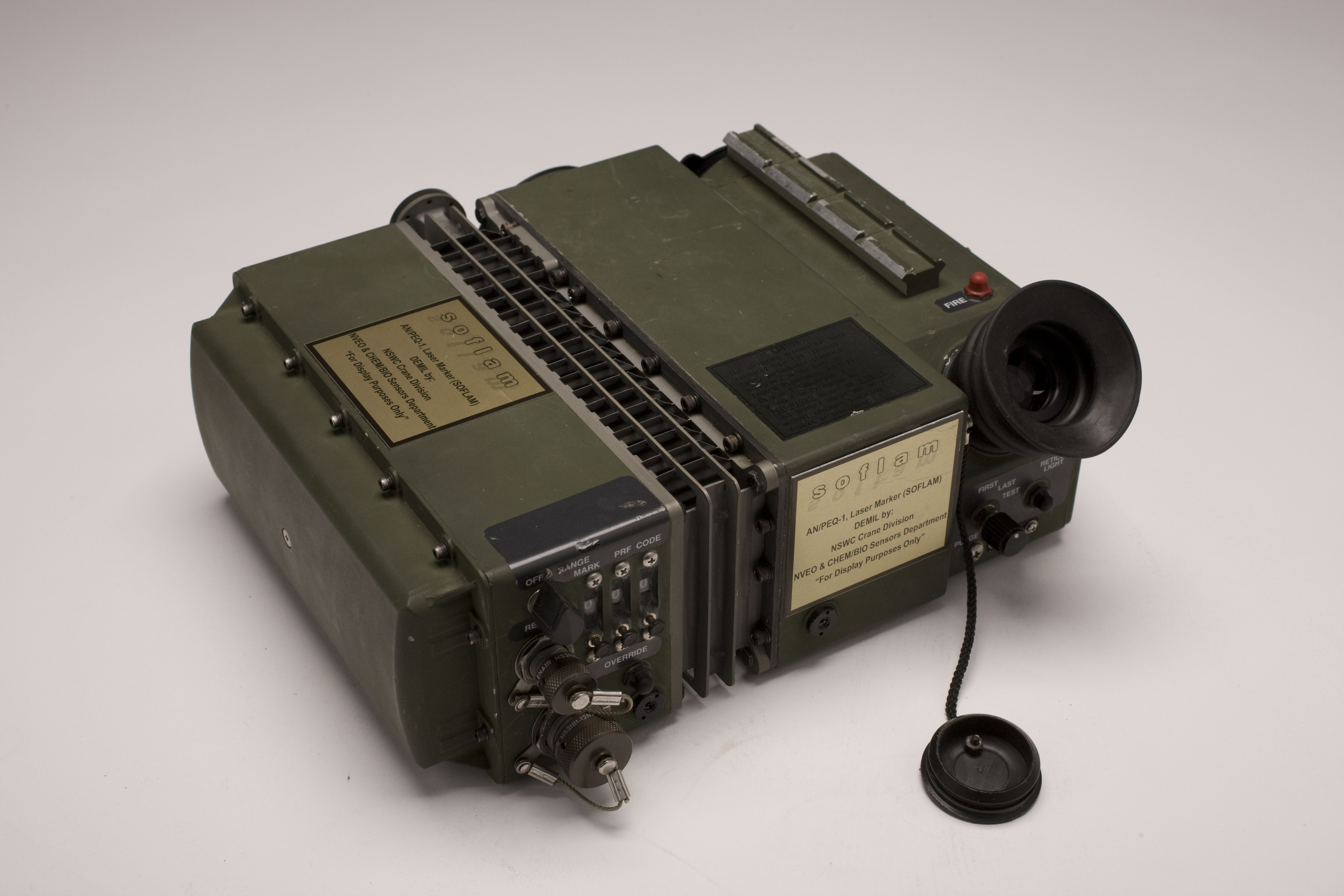
AN/PEQ-1A SOFLAM

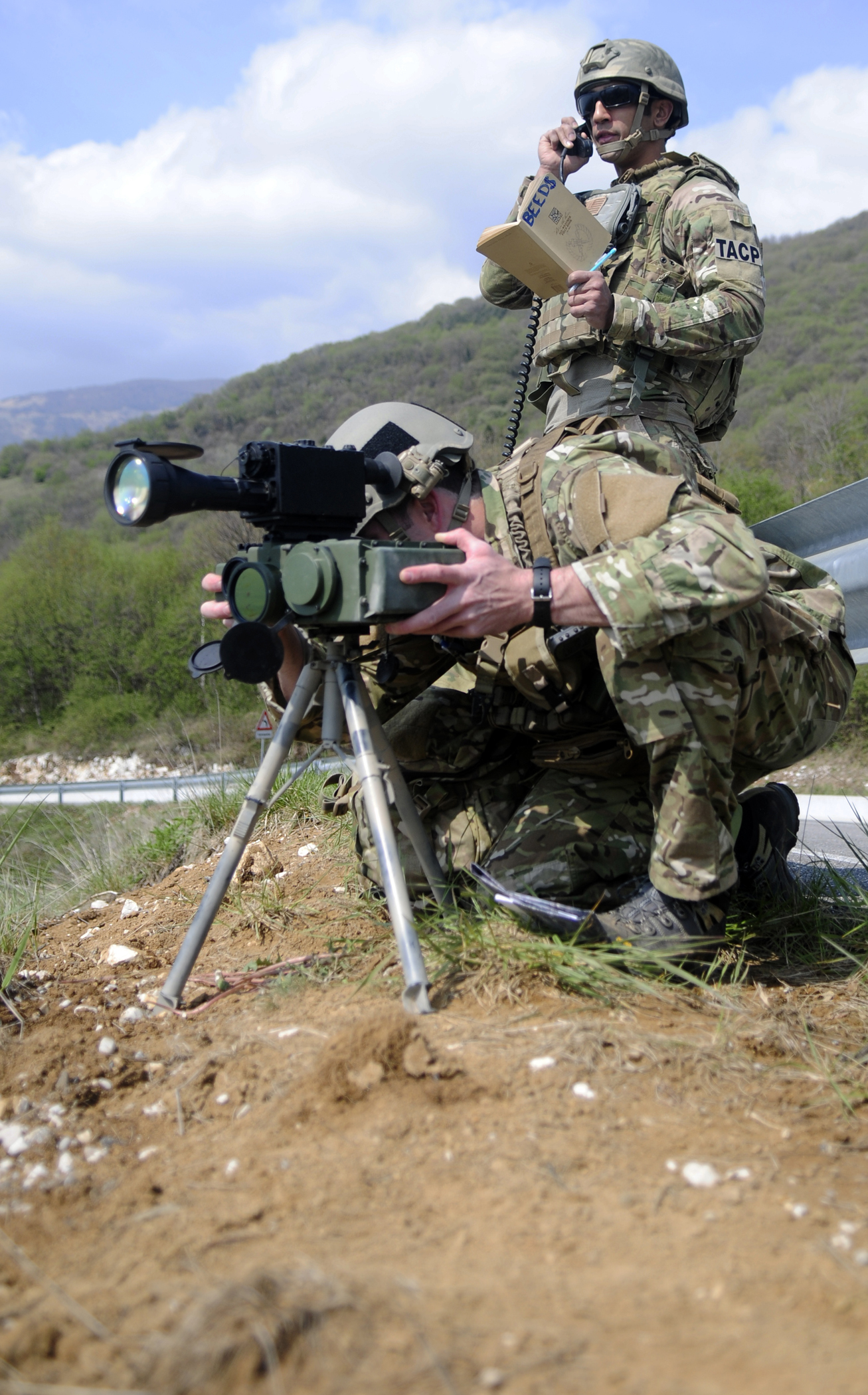
2012年，美國空軍戰術空中管制組在意大利阿维亚诺空军基地訓練期間使用SOFLAM。

AN/PEQ-1特種作戰部隊激光搜索標示器（英語：AN/PEQ-1 Special Operations Forces Laser Acquisition Marker，縮寫：SOFLAM或SOF-LAM，縮寫讀音：索拉姆）是美國軍用雷射指標器，設計旨在供特種作戰部隊在更為惡劣的野外條件以下使用。

## 歷史
AN/PEQ-1 SOFLAM先後於阿富汗戰爭和伊拉克战争當中的戰役當中使用。

## 技術指標
根據製造商的規格，AN/PEQ-1具有以下特徵：
- 重量：11.3磅（5.2公斤）
- 測距範圍：可達20公里
- 目標指定範圍：超過10公里
- 激光類型：NdYag，1,064納米

## 資料來源
1. 1 2   (PDF).   [2013-12-06]. （原始内容存档 (PDF)于2013-12-11）.

## 外部連結
- （英文）—Military.com—PEQ-1 SOFLAM（页面存档备份，存于）
- （英文）—OWN THE NIGHT—GLTDII SOFLAM (AN/PEQ-1)（页面存档备份，存于）